# Jeziorki Małe
Jeziorki Małe (Duits: Klein Jesziorken; 1938-1945: Kleinschöntal) is een plaats in het Poolse woiwodschap Ermland-Mazurië, in het district Gołdapski. De plaats maakt deel uit van de stad- en landgemeente Gołdap en telt 30 inwoners.